# Canterò per te/Stagione di vento
Canterò per te è il singolo dei Pooh proposto come sigla per l'edizione 1980 di Saint Vincent Estate dopo essere stato pubblicato il 14 aprile dello stesso anno.

## Il disco
Precede la pubblicazione dell'album ...Stop. I quattro si presentano in copertina su sfondo giallo nell'atto di tirare ad una fune. Solo al momento dell'uscita dell'LP, sulla copertina dell'album si riconosce questa stessa fune in un'inquadratura più ampia; la corda è legata ad un metronomo che i Pooh cercano di bloccare nel tentativo simbolico di fermare il tempo.

## I brani
I Pooh confermano la loro predilezione per il rock melodico. Cantano da solisti Roby e Dodi in entrambi i pezzi.
- Canterò per te è una canzone composta da Dodi Battaglia per il testo di Valerio Negrini. I Pooh spiegano di scegliere il singolo tra i brani di un album secondo un criterio assai semplice: si tratterebbe del pezzo che maggiormente li diverte. La canzone risulta disimpegnata, sbarazzina ed arrangiata molto accuratamente. Il pezzo fa da sigla per la trasmissione televisiva Un disco per l'estate. Il video della canzone mette in scena il gruppo che naviga sul lago d'Iseo.
- Stagione di vento è composta da Roby Facchinetti, sempre per un testo di Negrini. Narra la vicenda di un appuntamento amoroso il cui svolgimento è ancora incerto. Nella canzone si distingue tra l'altro il basso fretless di Red Canzian.

Le due canzoni vengono incluse nell'antologia Pooh 1978-1981. La facciata A apre inoltre il primo album live del gruppo, Palasport.

## Formazione
La formazione del gruppo è:
- Roby Facchinetti – tastiere, voce
- Dodi Battaglia – chitarra, voce
- Stefano D'Orazio - batteria, voce
- Red Canzian - basso, voce